# Myriam Denov
Myriam S. Denov (12 de abril de 1970) es una académica canadiense y activista por los derechos de los niños. Es catedrática de investigación de nivel 1 de Canadá sobre niños, familias y conflictos armados en la Universidad McGill. Es miembro de la Fundación Trudeau y miembro del Colegio de Nuevos Académicos, Artistas y Científicos de la Royal Society of Canada.

## Biografía

### Primeros años
Completó su licenciatura en sociología y criminología por la Universidad de Toronto y su licenciatura en Derecho por la Universidad McGill antes de matricularse en la Universidad de Ottawa para obtener su maestría en artes. Al completar estos títulos, se mudó a Reino Unido para asistir a la Universidad de Cambridge donde obtuvo su doctorado en Criminología.

### Carrera
Después de realizar su doctorado regresó a Canadá y se convirtió en profesora asistente en el Departamento de Criminología de la Universidad de Ottawa. Durante su cargo, viajó a Sierra Leona para asociarse con una ONG local que entrevistó a niños exsoldados como parte de un proyecto de investigación sobre los efectos a largo plazo de la guerra. Además, empleó un método de investigación participativa basado en la comunidad llamado PhotoVoice, que permite a los niños exsoldados documentar su vida diaria utilizando cámaras.
Finalmente se unió a la facultad de la Escuela de Trabajo Social de la Universidad McGill, donde fue nombrada Cátedra de Investigación de Nivel 1 de Canadá sobre Niños, Familias y Conflictos Armados para ampliar su investigación sobre las experiencias vividas por los niños durante tiempos de guerra. Utilizó su beca de la Fundación Trudeau de 2014 para centrarse en los niños nacidos de violaciones en tiempos de guerra. Colaboró con dos ONG para investigar las experiencias vividas por estos niños y sus relaciones con sus familias y comunidades. Como parte de su beca, codesarrolló un proyecto de investigación basado en el arte en el que participaron 79 niños que habían nacido en cautiverio en el LRA. Los niños crearon máscaras para narrar sus experiencias y procesar sus recuerdos traumáticos. Los resultados de su estudio encontraron que los niños nacidos de madres secuestradas y violadas por miembros del Ejército de Resistencia del Señor (LRA) sentían que los tiempos de guerra eran mejores que los tiempos de paz. Esto se debió a que sintieron una mayor sensación de cohesión familiar y estatus dentro del LRA durante el conflicto. Además, después del conflicto, estos niños a menudo sufrieron estigmatización y exclusión social.
Después de su beca, fue nombrada miembro del Colegio de Nuevos Académicos, Artistas y Científicos de la Royal Society of Canada por "abrir nuevas líneas de investigación y atraer la atención internacional hacia los niños afectados por la guerra". En 2020, recibió una beca de investigación Killam para centrarse en continuar su investigación sobre las perspectivas, realidades y necesidades psicosociales de los niños nacidos de la guerra en el norte de Uganda. También recibió el Premio Impacto del Consejo de Investigación de Ciencias Sociales y Humanidades de Canadá en reconocimiento a su investigación sobre los niños y las familias afectados por la guerra. En 2022, fue renovado como catedrático de investigación de nivel 1 de Canadá en McGill.

## Publicaciones seleccionadas
- Niños afectados por conflictos armados: teoría, método y práctica (2017)
- Niño global: niños y familias afectados por la guerra, el desplazamiento y la migración (2023)
- Introducción al trabajo social en Canadá: historias, contextos y prácticas (2022)
- Práctica de trabajo social con niños afectados por la guerra (2019)
- Niños soldados: el Frente Unido Revolucionario de Sierra Leona (2010)